# Megastylus pleuralis
Megastylus pleuralis är en stekelart som beskrevs av Thomson 1888. Megastylus pleuralis ingår i släktet Megastylus och familjen brokparasitsteklar. Arten är reproducerande i Sverige. Inga underarter finns listade i Catalogue of Life.